# Józef Granas
Józef Granas (ur. 1912 w Danii lub Szwecji, zm. 1941) – działacz komunistyczny, uczestnik wojny domowej w Hiszpanii, komisarz polityczny w XIII Brygadzie Międzynarodowej im. Jarosława Dąbrowskiego.
Syn Aleksandra. W 1929 wstąpił do Związku Młodzieży Komunistycznej (ZMK)|KZMP. W latach 1929–1931 był jednym z przywódców Związku Młodzieży Socjalistycznej, od 1931 do 1933 więziony za działalność komunistyczną. Po zwolnieniu wyjechał do ZSRR. W 1936 wyjechał do Hiszpanii, gdzie walczył w wojnie domowej jako komisarz polityczny Brygady im. J. Dąbrowskiego. W 1939 internowany we Francji, uzyskał azyl w ZSRR. Po ataku Niemiec na ZSRR zrzucony na terytorium okupowanej Polski w celu organizowania partyzantki, zaginął bez wieści.